# شلوار فاق‌کوتاه

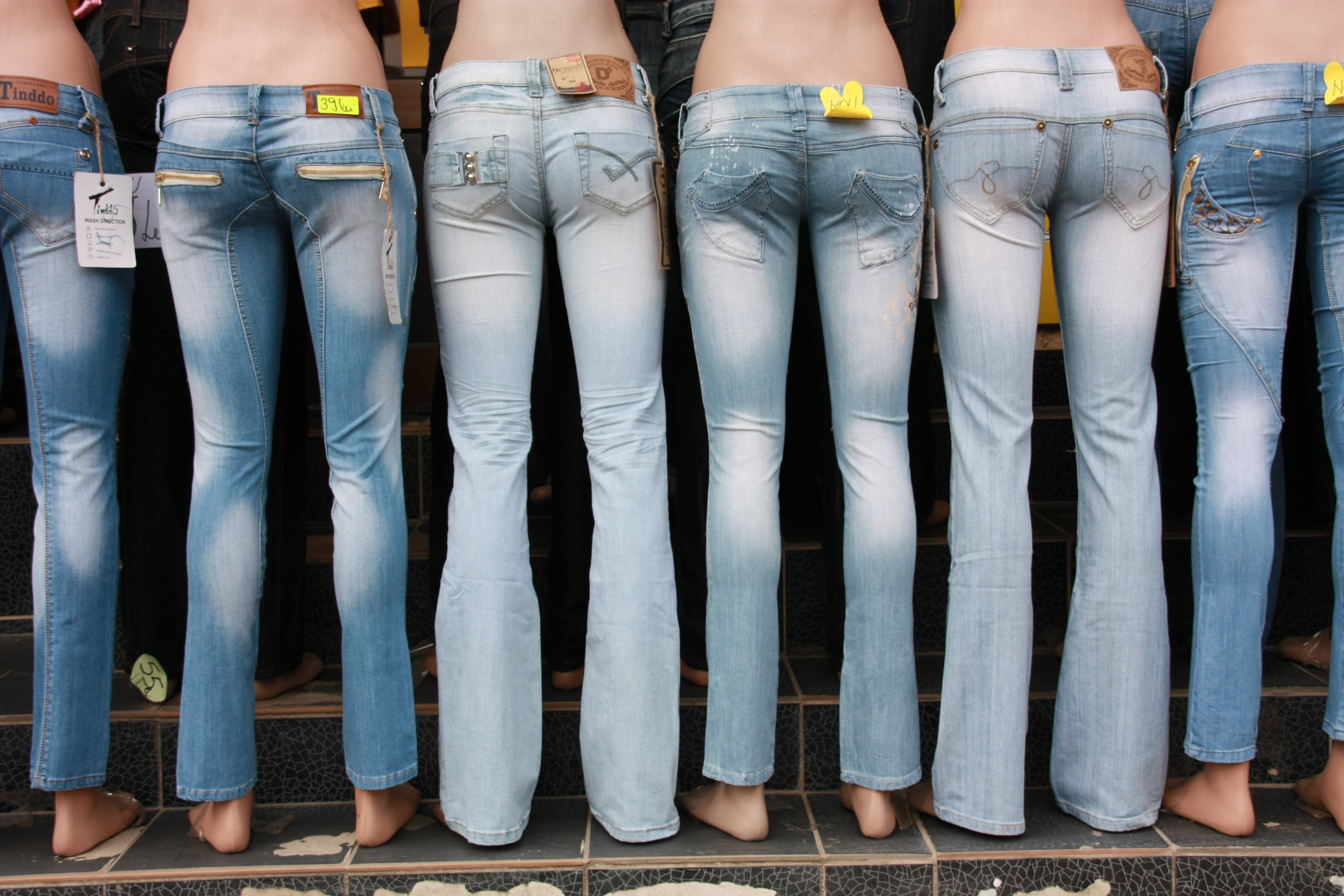
مانکن‌ها با شلوار فاق کوتاه

شلوار فاق‌کوتاه نوعی شلوار است که هم توسط مردان و هم توسط زنان پوشیده می‌شود. کمر این شلوار دست‌کم ۸ سانتی‌متر (۳ اینچ) پایین‌تر از ناف است. شلوارهای فاق‌کوتاه در دههٔ ۱۹۵۰ میلادی به وجود آمدند اما در دههٔ ۲۰۰۰ بسیار محبوب شدند.

## نگارخانه

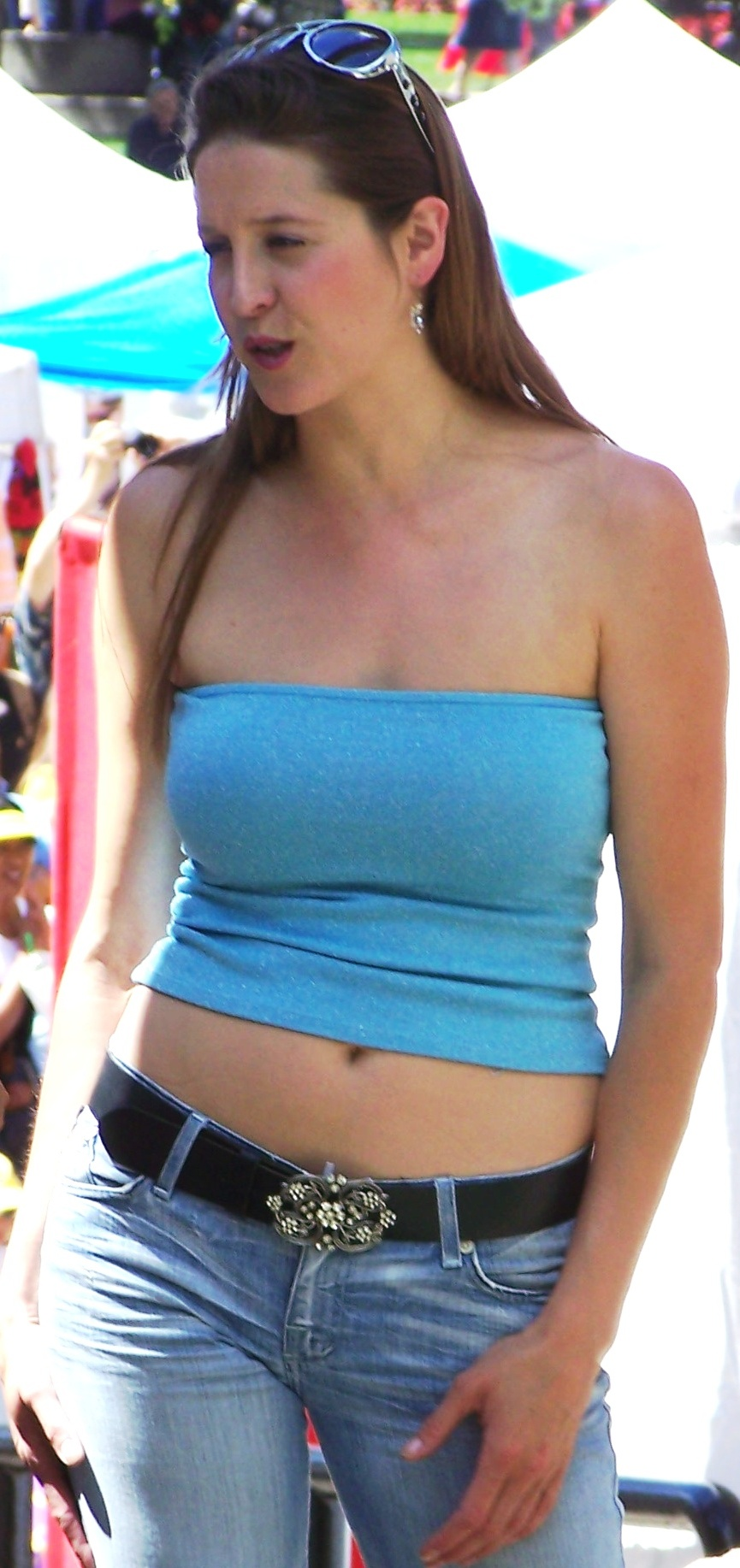
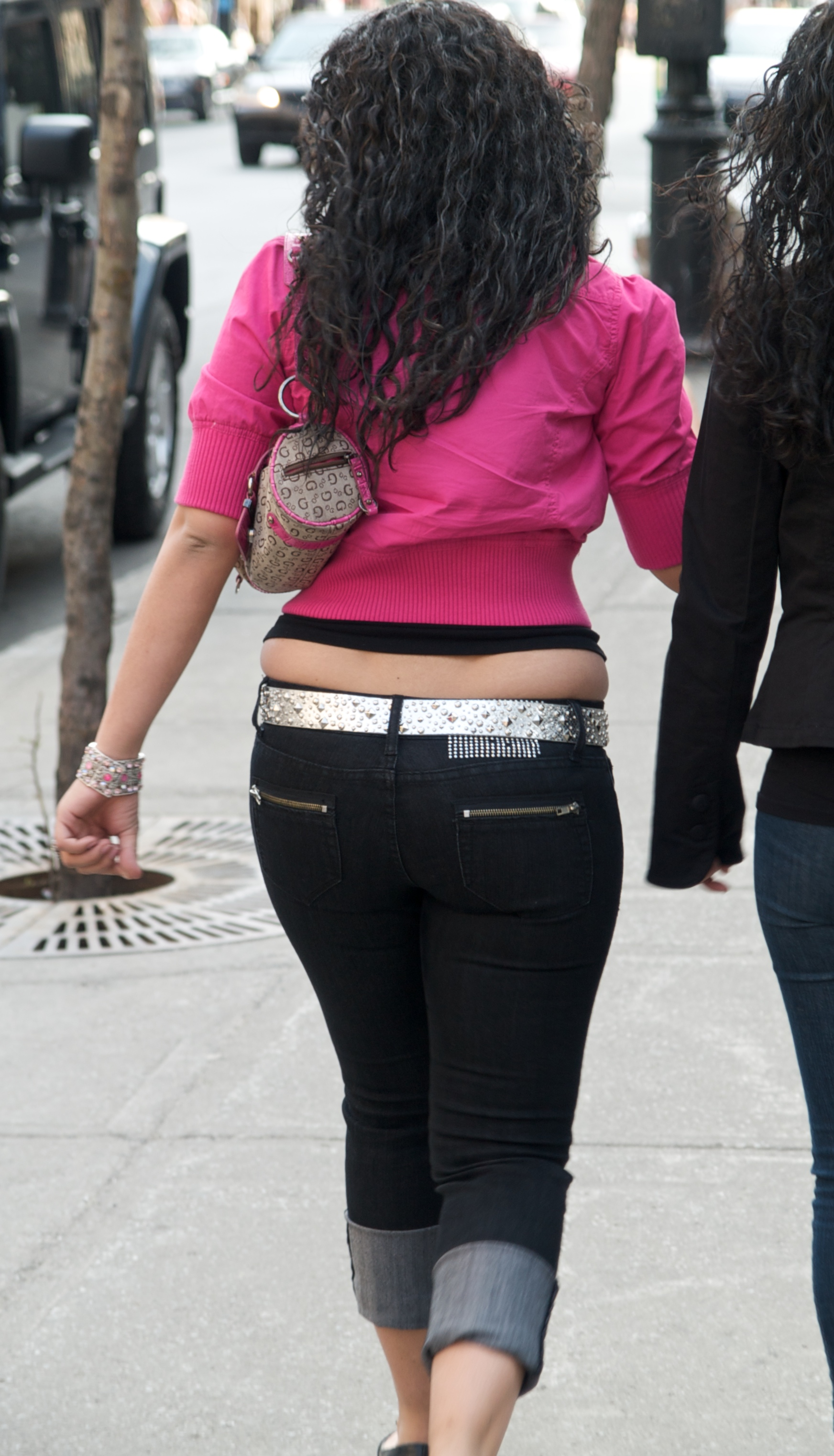
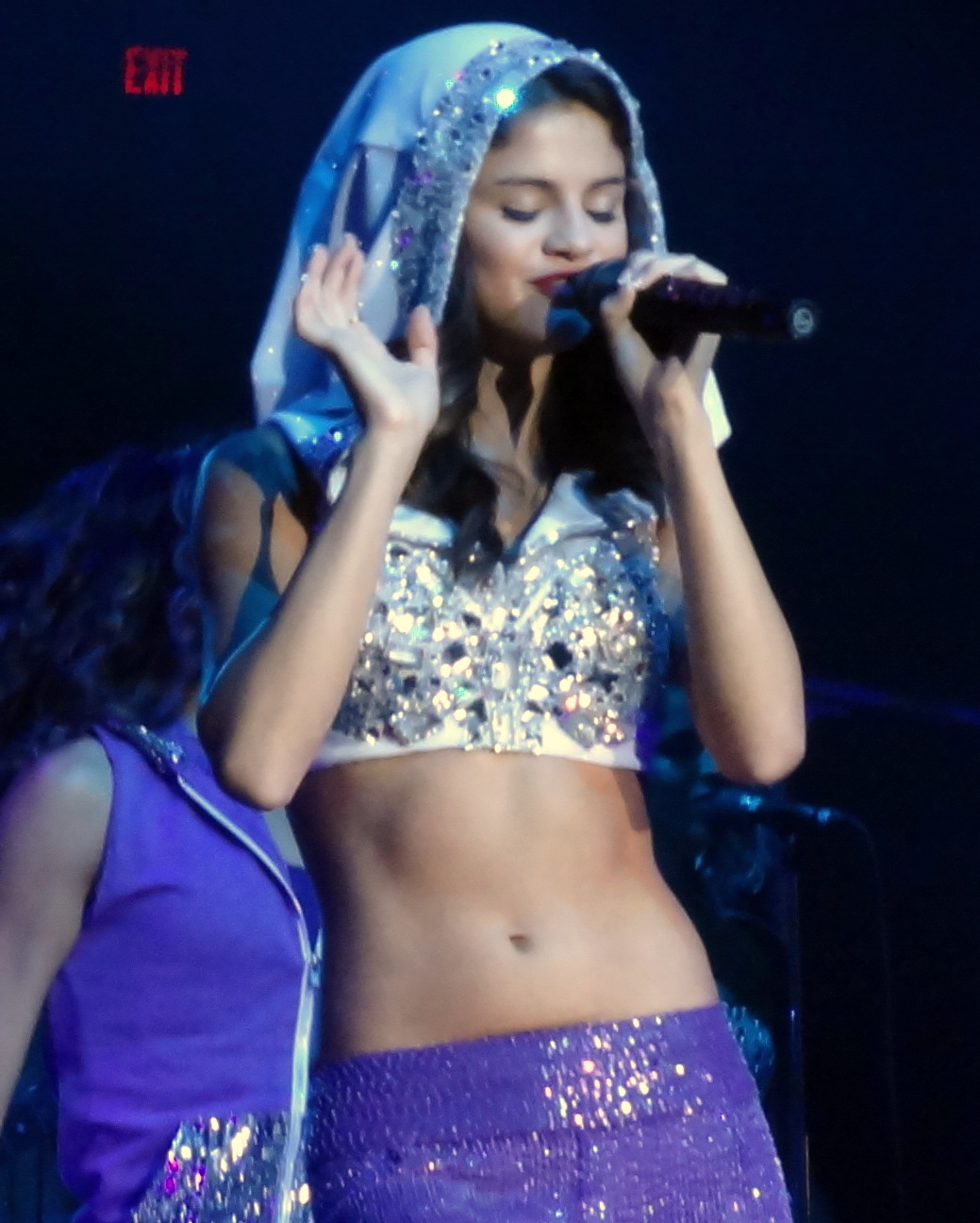
سلنا گومز
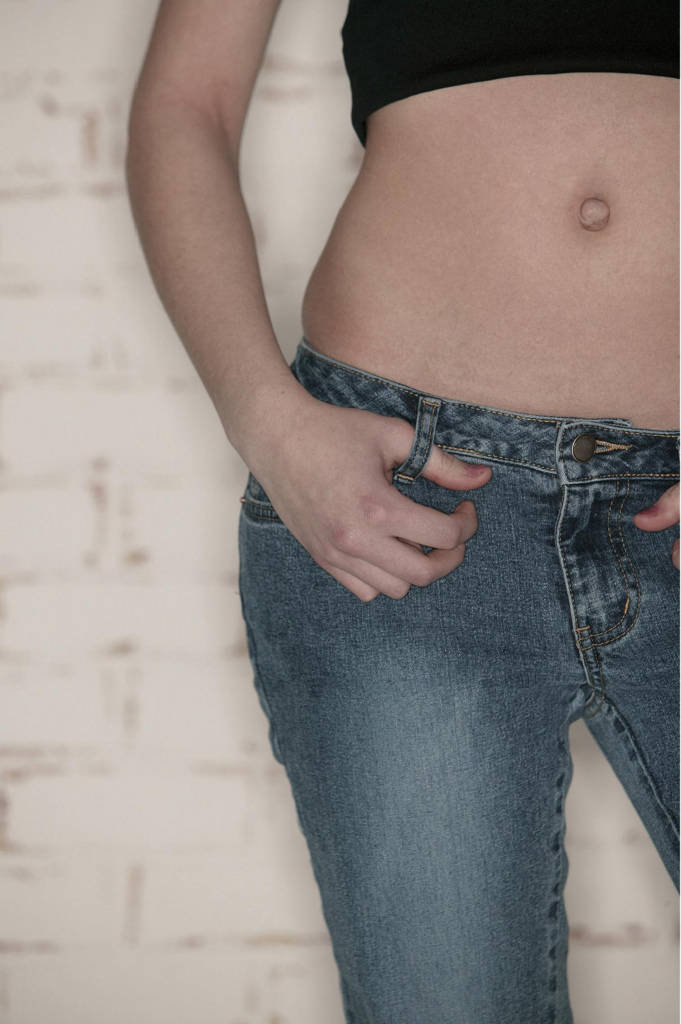
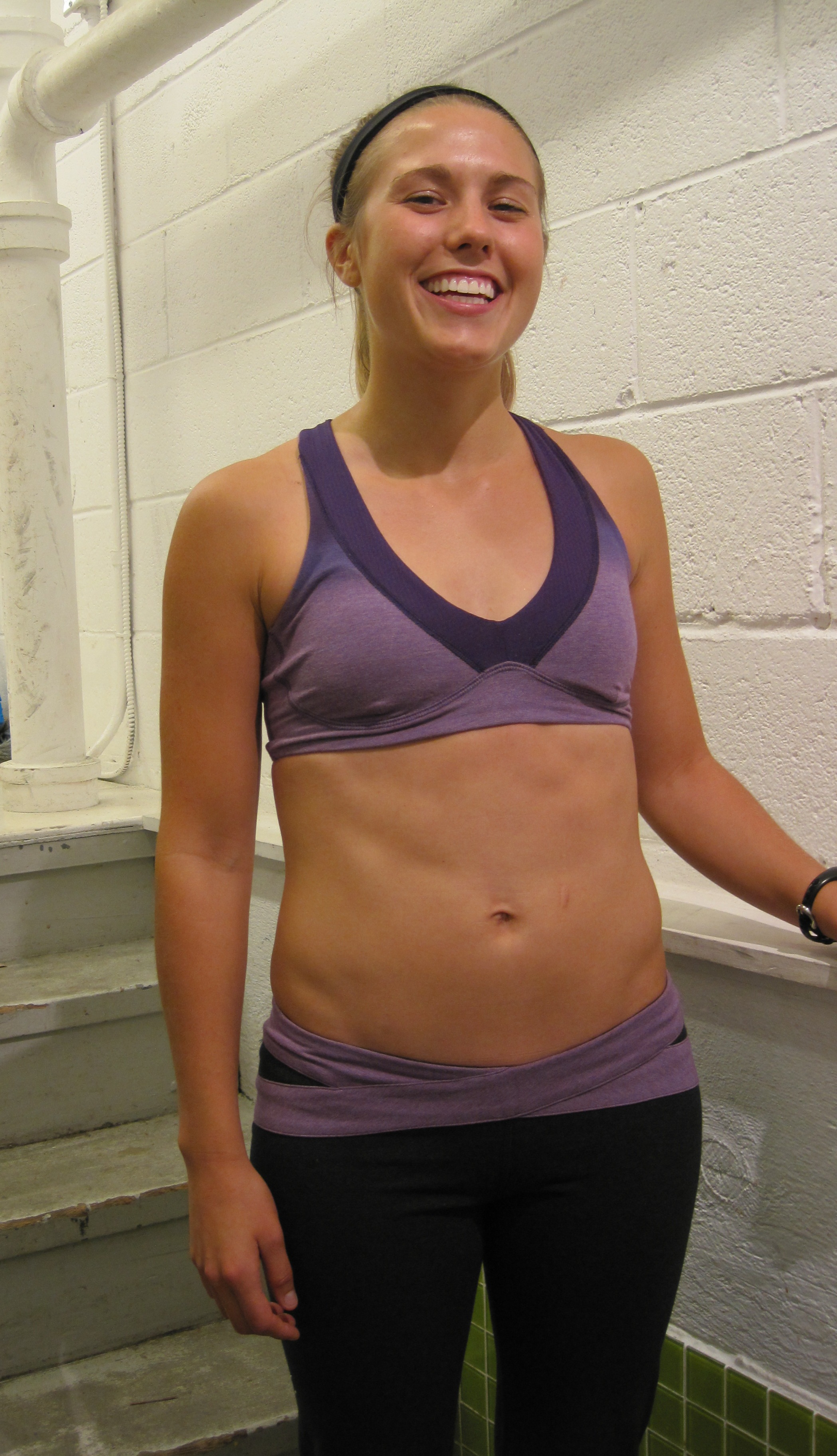
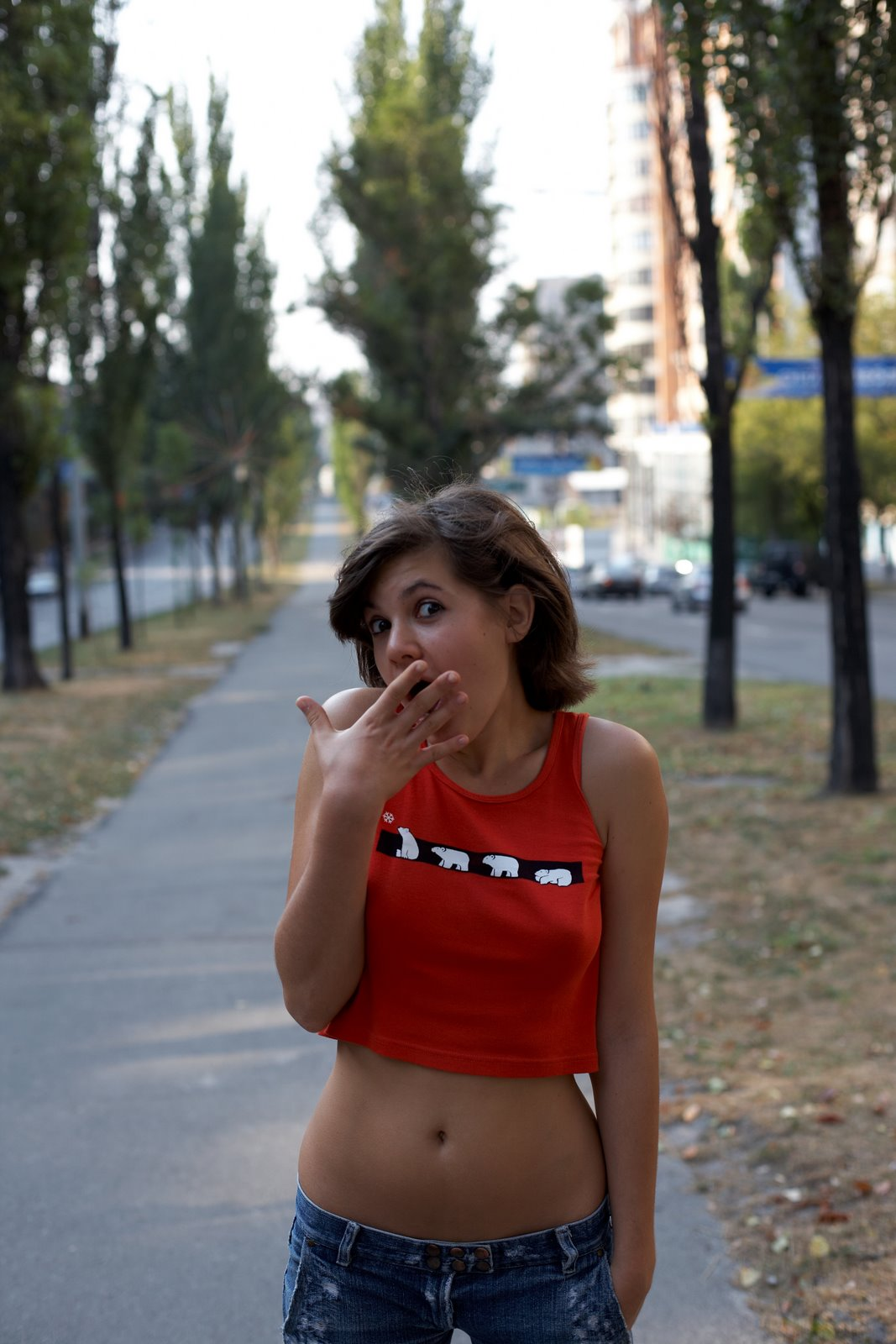
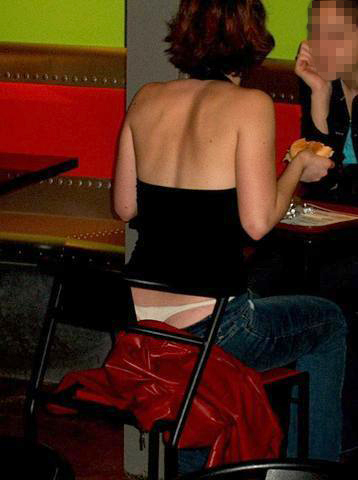
زنی در سال ۲۰۰۱ با پوشیدن شلوار جین بلند که شورت بندی او را در معرض دید قرار داد، مد اوایل دهه ۲۰۰۰ پوششی که به عنوان دم‌نهنگی معروف شد.